# Skinkar
Skinkar (uttal: ['skiŋkar]; Scincidae) är en familj av kräldjur i underordningen ödlor.
Det finns mer än 100 släkten med tillsammans över 1 000 arter, vilket gör skinkar till den artrikaste ödlefamiljen. Dessa djur förekommer i tropiska och tempererade regioner över hela världen. De flesta arterna finns i Sydostasien.
De lever på marken där de gräver in sig eller på träd med svansen som klättringshjälp. Hos trädlevande arter finns små krokar på svansen. Några arter kan skära av svansen vid fara. Svansen utför efteråt rörelser som förvirrar fienden så att djuret har tid att fly.
Liksom ormar förflyttar sig skinkar med vågliknande rörelser. Hos några arter som inte klättrar i träd saknas extremiteter. Kroppens färg är ofta mörk men det finns även färgglada arter. Kroppslängden ligger vanligtvis mellan 3 och 35 cm (mellan nos och analöppning).
Födan består bland annat av insekter och andra ödlor. Större arter äter dessutom vegetabilisk föda. Angående fortplantningen finns både arter som lägger ägg och arter som föder fullt utvecklade ungar.